# Масджид-Джаме
Масджид-Джаме (малайск. Masjid Jamek) — самая старая мечеть в Куала-Лумпуре. Построена по проекту английского архитектора Артура Хаббака в 1909 г. у места слияния рек Кланг и Гомбак, где было создано первое поселение будущей столицы. Изящное сооружение в мавританском стиле с преобладанием красно-белых тонов, с многочисленными башенками, двумя минаретами и тремя куполами, утопающими среди кокосовых пальм. Зал для молитв одной стороной открыт во внутренний дворик, где находится мавзолей с могилами видных деятелей.
В июне 2017 г. после завершения реставрации мечеть получила новое название - Масджид Султана Абдула Самада (Masjid Sultan Abdul Samad)

## История
Тогдашний султан Селангора официально открыл мечеть в 1909 году, спустя два года после того, как строительство было закончено. Мечеть была основана на первом малайском кладбище в городе. До открытия Национальной мечети мечеть Негара в 1965 году мечеть Масджид-Джаме являлась главной мечетью Куала-Лумпура.

## Впечатление
Мечеть произвела сильное впечатление на московскую поэтессу Елену Таневу, которая посетила в 2002 году Куала-Лумпур для участия в Международном празднике поэзии:
Словно маки башенки цветут,

Звёздочка горит над Мавзолеем!

Мне подарен Небом сей маршрут!

Глас молитвы на душе елеем.